# Metanhydrat

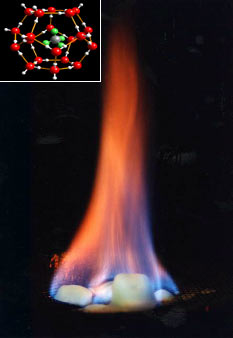
Brinnande metanklatrat

Metanhydrat är metanhaltig is och en typ av klatrat. Metanmolekyler är fångade i burar bestående av vattenmolekyler bundna till varandra med vätebindning. Metanklatrat ser ut ungefär som vanlig is. Den kan antändas och brinner då med gul låga. 
Metanhydrat är ett ämne som skapas när metan (CH4) och vatten kombineras vid låga temperaturer (upp till cirka 25 °C) och måttliga mängder tryck (mellan 3-5 MPa). På grund av de särskilda omständigheterna som krävs för att metanhydrat ska skapas och hållas stabilt återfinns ämnet till 99% på världshavens botten. Övriga 1% återfinns i den arktiska permafrosten. Hur mycket metan som finns bunden i denna form på havsbottnen är okänt, men troligen rör det sig om mycket stora mängder. Om den globala uppvärmningen leder till att denna värms upp tillräckligt, skulle detta metan hastigt kunna frisläppas till atmosfären. Eftersom metan är en 21 gånger mera potent växthusgas än koldioxid skulle det kunna leda till kraftigt ökad växthuseffekt, och därmed till avsevärd uppvärmning av jordklotet – en "metanklatratkatastrof",  men ett sådant scenario betraktas som mycket osannolikt av IPCC.[källa behövs]
Tidigare förändringar i jordens klimat med global uppvärmning, exempelvis för ungefär 55 miljoner år sedan, kan ha berott på att stora mängder klatratbundet metan frisläppts i atmosfären.[källa behövs]